# Robert Edward Chambliss
Robert Edward Chambliss, né le 14 janvier 1904 à Pratt City (Alabama) et mort le 29 octobre 1985 à Birmingham (Alabama), surnommé « Dynamite Bob », est un individu affilié aux United Klans of America, organisation suprémaciste blanche, et reconnu coupable en 1977 d’homicide pour sa participation en tant que comploteur dans l’attentat à la bombe perpétré contre l’église baptiste de la 16e rue à Birmingham, en 1963. Il est également impliqué dans des actes d’incendie volontaire visant les demeures de plusieurs familles afro-américaines en Alabama.

## Enquête et condamnation
Une missive datée du 13 mai 1965, adressée au directeur du Federal Bureau of Investigation (FBI), J. Edgar Hoover, désignait Robert Chambliss, Bobby Frank Cherry, Herman Frank Cash et Thomas Edwin Blanton Jr. comme individus soupçonnés d’avoir perpétré l’attentat à la bombe contre l’église baptiste de la 16e rue. Cet acte criminel, survenu le 15 septembre 1963, entraîna le décès tragique de quatre jeunes filles afro-américaines. 
L'enquête fut initialement close en 1968, sans qu'aucune inculpation ne fût prononcée. Des années plus tard, il fut révélé que le FBI avait amassé des éléments probatoires à l'encontre des suspects désignés, éléments qui, sur ordre de J. Edgar Hoover, n'avaient pas été communiqués aux magistrats instructeurs. En 1968, ledit Hoover ordonna l'arrêt et la clôture de l'enquête. Ces dossiers, ultérieurement exhumés, furent exploités par le procureur général de l'Alabama, Bill Baxley, pour rouvrir l'affaire en 1971. En 1977, Robert Chambliss fut reconnu coupable d'homicide volontaire au premier degré pour l'attentat à la bombe ayant causé le décès de Carol Denise McNair. Il fut condamné à la réclusion à perpétuité. Chambliss s'éteignit le 29 octobre 1985 à l'hôpital et centre de santé Lloyd Noland de Birmingham, tout en continuant de clamer son innocence. Il était alors âgé de 81 ans. 
Chambliss a expié sa condamnation au centre pénitentiaire de St. Clair, situé à proximité de Springville, dans l’État d’Alabama.

### Gary Rowe
Chambliss a déclaré que Gary Thomas Rowe, individu agissant comme informateur pour le Federal Bureau of Investigation, aurait été l'auteur de la pose de l'explosif au sein de l'édifice ecclésiastique. 
Les archives judiciaires révèlent que Rowe, individu familiarisé avec l'usage de la dynamite, s'est vu défaillir à deux reprises lors d'examens polygraphiques lorsqu'il fut questionné sur sa potentielle implication dans l'attentat. En conséquence, le FBI et le procureur général de l'Alabama, Bill Baxley, ont résolu de ne pas recourir à son témoignage lors du procès de Chambliss. 